# Uroleucon cadens
Uroleucon cadens är en insektsart som beskrevs av Moran 1985. Uroleucon cadens ingår i släktet Uroleucon och familjen långrörsbladlöss. Inga underarter finns listade i Catalogue of Life.